# رقوئينة
الرقوئينة (الاسم العلمي:Ischaeminae) هي عمارة من النباتات تتبع الفصيلة النجيلية من رتبة القبئيات.

## أجناس الرقوئينة
- الرقوءة